# Гидроксид цинка
Гидрокси́д ци́нка — амфотерный гидроксид, имеющий формулу Zn(OH)2. Находит широкое применение в различных отраслях химии.Встречается в природе в виде минерала ашоверита.

## Описание
Гидроксид цинка при стандартных условиях представляет собой бесцветные кристаллы, является аморфным веществом. В настоящее время известно 5 полиморфных модификаций, из которых устойчивой является только модификация с ромбической сингонией. Гидроксид цинка практически нерастворим в воде, проявляет амфотерные свойства (с преобладанием основных).

## Получение
- Взаимодействие растворимых солей цинка с щелочами:

{\displaystyle {\mathsf {ZnCl_{2}+2NaOH{\text{(разб.)}}\longrightarrow Zn(OH)_{2}\downarrow +2NaCl}}}
{\displaystyle {\mathsf {Zn(NO_{3})_{2}+2KOH\longrightarrow Zn(OH)_{2}\downarrow +2KNO_{3}}}}

## Химические свойства
- Взаимодействие с кислотами с образованием соли и воды (реакция нейтрализации):

{\displaystyle {\mathsf {Zn(OH)_{2}+2HCl\longrightarrow ZnCl_{2}+2\ H_{2}O}}}
{\displaystyle {\mathsf {Zn(OH)_{2}+H_{2}SO_{4}\longrightarrow ZnSO_{4}+2\ H_{2}O}}}
- Взаимодействие с кислотными оксидами:

{\displaystyle {\mathsf {Zn(OH)_{2}+CO_{2}\longrightarrow ZnCO_{3}+H_{2}O}}}
- Взаимодействие с избыткoм аммиака:

{\displaystyle {\mathsf {Zn(OH)_{2}+4NH_{3}\longrightarrow [Zn(NH_{3})_{4}](OH)_{2}}}};
- Взаимодействие со щелочами с образованием:
  1. {\displaystyle {\mathsf {Zn(OH)_{2}+2NaOH\longrightarrow Na_{2}ZnO_{2}+2H_{2}O}}} — соли и воды в сплаве
  2. {\displaystyle {\mathsf {Zn(OH)_{2}+2NaOH\longrightarrow Na_{2}[Zn(OH)_{4}]}}} — соли (тетрагидроксоцинката натрия) в растворе

- Термическое разложение:

{\displaystyle {\mathsf {Zn(OH)_{2}\longrightarrow ZnO+H_{2}O}}};

## Применение
Гидроксид цинка применяют для синтеза различных соединений цинка, в основном, солей.